# Манастир Црнча
Манастиру Црнча се налази у селу Црнча (Бијело Поље), у близини Бијелог Поља, у Црној Гори. Припада Епархији будимљанско-никшићкој Српске православне цркве.

## Предање и прошлост
Обнова цркве Светог Јована Крститеља, за коју се сматра да потиче из 11. или 12. вијека, након археолошких испитивања и реконструкције темеља, почела је са благословом Преосвећеног Епископа Јоаникија 2014. Те године надлежни Епископ Владика будимљанско-никшићки Г. Јоаникије, обавио је освећење темеља ове древне светиње, која је кроз историју неколико пута рушена и обнављана, а у последњих сто година је остајала запуштена у гомили камења и растиња. Црнча, село на крајњем југу бјелопољског краја. У Црнчи има доста трагова из раније прошлости. Сам назив Црнча веома је стар и помиње се још у 13. вијеку. По народном предању село је добило име по великом броју калуђера који су живјели у овом мјесту, а који су носили црне мантије, па се и мјесто прозва Црнча јер се сво црњаше. Народ приповиједа да је на брду Градина живјело 12 калуђера који су службовали у цркви Светог Јована, што је врло могуће јер на брду Кулине постоји изворска вода која се зове Калуђеровац. Црнча је представљала заједно са црквом Светог Јована значајно мјесто Рашке области. Ово мјесто је била љетња резиденција патријараха и епископа. По подацима из 1226. године у цркви Светог Јована боловао је и умро насљедник Светог Саве Архиепископ Арсеније. По очуваном предању међу српским живљем у Црнчи Архиепископа Арсенија су на рукама пренијели од Црнче до Пећи.
У једном запису из 1365. године каже се да је дубровачки караван носио осам "печа" тканине до Црнче. Остаци цркве Светог Јована и данас су видљиви, мада су доста обрасли густим растињем. Цркву су бјежећи од турског зулума мјештани затрпали. Црква Светог Јована откривена је 1922. године, а остаци наслага земље и данас су уочљиви од свих страна, осим западне стране одакле се улази у храм. Житељи Црнче су самоиницијативно вршили откопавање овог храма и били су по свједочењу лијепо очувани дјелови живописа и са спољне стране; данас на жалост нису видљиви ови остаци фресака.